# Список Героев Социалистического Труда (Тивирикина — Тощевикова)
Эта страница является частью списка Героев Социалистического Труда и перечисляет в алфавитном порядке лиц, удостоенных звания Героя Социалистического Труда, чьи фамилии начинаются с буквы «Т», от Тивирикина до Тощевикова.
- Список не включает дважды и трижды Героев Социалистического Труда, а также лиц, лишённых этого звания.
- Список содержит информацию о датах жизни, роде деятельности и дате присвоения звания Героя.
- Герои, удостоенные звания посмертно, выделены в списке  серым цветом .
- Герои, сменившие фамилию после присвоения звания, приводятся в списках дважды, при этом строка с новой фамилией выделяется  бежевым цветом  и не имеет номера.

## Список людей, фамилии которых начинаются с «Т»
| Навигационная таблица | Навигационная таблица   |
| --------------------- | ----------------------- |
| «Т»                   | Табагуа — Теэ           |
| «Т»                   | Тивирикина — Тощевикова |
| «Т»                   | Травкин — Тяпкина       |

| №          | Фамилия, имя, отчество            | Даты жизни              | Деятельность | Дата присвоения | ГС         |
| ---------- | --------------------------------- | ----------------------- | --- | --------------- | ---------- |
| 1          | Тивирикина Софья Фёдоровна        | 02.08.1908 — 14.03.1996 | Звеньевая колхоза «20 лет Октября» Усть-Пристанского района Алтайского края | 04.03.1948      | [ ГС 1 ]   |
| 2          | Тийрик Мелания-Ирена Яновна       | род. 1926               | Свинарка совхоза «Мосте» Пыльваского района Эстонской ССР | 08.04.1971      |            |
| 3          | Тиллабаев Абдусамат               | 1911 — 23.09.1986       | Председатель колхоза имени Сталина Избаскентского района Андижанской области | 11.01.1957      | [ ГС 2 ]   |
| 4          | Тиллиев Тайджан                   | 1901 — ????             | Бригадир колхоза «Коммунизм» Ильялинского района Ташаузской области | 30.06.1950      | [ ГС 3 ]   |
| 5          | Тимаков Владимир Григорьевич      | 20.01.1930 — 03.04.1988 | Старший оператор нефтегазодобывающего управления «Сургутнефть» Главтюменнефтегаза Министерства нефтяной промышленности СССР, Ханты-Мансийский национальный округ                                                                         | 11.03.1976      | [ ГС 4 ]   |
| 6          | Тимаков Владимир Дмитриевич       | 22.07.1905 — 21.06.1977 | Президент Академии медицинских наук СССР, академик Академии наук СССР, гор. Москва | 21.07.1975      | [ ГС 5 ]   |
| 7          | Тиманькова Елизавета Ивановна     | 1913 — ????             | Птичница птицеводческого совхоза «Загорский» Министерства совхозов СССР, Загорский район Московской области | 07.02.1952      | [ ГС 6 ]   |
| 8          | Тимашова Матрёна Фёдоровна        | 04.03.1914 — 14.09.1974 | Председатель колхоза «Память Кирова» Бобровского района Воронежской области | 23.06.1966      | [ ГС 7 ]   |
| 9          | Тимерзянов Закий Тимерзянович     | 20.01.1926 — 31.03.2013 | Бурильщик конторы бурения № 1 треста «Татнефтеразведка» объединения «Татнефть» Министерства нефтяной промышленности СССР, Татарская АССР                                                                                                 | 30.03.1971      | [ ГС 8 ]   |
| 10         | Тимковский Меер Иосифович         | 18.02.1909 — 03.09.1983 | Директор свеклосовхоза имени Фрунзе Министерства пищевой промышленности СССР, Кантский район Киргизской ССР | 08.05.1948      | [ ГС 9 ]   |
| 11         | Тимонин Пётр Иванович             | 02.06.1928 — 10.01.1997 | Бригадир тракторной бригады колхоза имени Жданова Вешкаймского района Ульяновской области | 08.04.1971      | [ ГС 10 ]  |
| 12         | Тимонин Харитон Алексеевич        | 1918 — ????             | Бригадир совхоза имени Жданова Приурального района Уральской области | 23.06.1966      | [ ГС 11 ]  |
| 13         | Тимофеев Александр Егорович       | 1911 — 19.10.1977       | Резьбошлифовщик Московского завода режущих инструментов «Фрезер» имени М. И. Калинина Министерства станкостроительной и инструментальной промышленности СССР                                                                             | 08.08.1966      | [ ГС 12 ]  |
| 14         | Тимофеев Александр Михайлович     | 1918 — ????             | Председатель колхоза «1 Мая» Емельяновского района Красноярского края | 07.01.1948      |            |
| 15         | Тимофеев Анатолий Александрович   | род. 25.12.1934         | Председатель колхоза «Россия» Починковского района Смоленской области | 29.08.1986      | [ ГС 13 ]  |
| 16         | Тимофеев Владимир Петрович        | 29.05.1912 — 1995       | Механик Прохладненской дистанции пути Северо-Кавказской железной дороги, Северо-Осетинская АССР | 04.05.1971      | [ ГС 14 ]  |
| 17         | Тимофеев Иван Иванович            | 15.10.1924 — 09.07.1993 | Бригадир прокатчиков Ступинского металлургического комбината Министерства авиационной промышленности СССР, Московская область | 26.04.1971      | [ ГС 15 ]  |
| 18         | Тимофеев Иван Фёдорович           | 04.02.1936 — 21.09.2011 | Звеньевой совхоза «Краснопольский» Углегорского района Сахалинской области | 30.04.1966      | [ ГС 16 ]  |
| 19         | Тимофеев Михаил Васильевич        | 23.02.1905 — 22.02.1963 | Управляющий фермой племенного молочного совхоза «Караваево» Министерства совхозов СССР, Костромской район Костромской области | 12.07.1949      | [ ГС 17 ]  |
| 20         | Тимофеев Николай Яковлевич        | 19.12.1921 — 12.12.1988 | Капитан-помощник механика теплохода «Дунайский-41» Волжского нефтеналивного речного пароходства «Волготанкер» Министерства речного флота РСФСР, гор. Астрахань                                                                           | 04.05.1971      | [ ГС 18 ]  |
| 21         | Тимофеев Пётр Васильевич          | 25.06.1902 — 18.11.1982 | Главный инженер, научный руководитель особого конструкторского бюро Всесоюзного электротехнического института имени В. И. Ленина Министерства электротехнической промышленности СССР, член-корреспондент Академии наук СССР, гор. Москва | 13.10.1982      | [ ГС 19 ]  |
| 22         | Тимофеев Пётр Ильич               | род. 11.07.1936         | Токарь Ленинградского производственного объединения «Кировский завод» Министерства оборонной промышленности СССР | 02.02.1984      | [ ГС 20 ]  |
| 23         | Тимофеев Пётр Тихонович           | 29.07.1904 — 07.12.1969 | Горный мастер шахты № 7 комбината «Красноярскуголь» Министерства угольной промышленности восточных районов СССР, Красноярский край | 28.08.1948      | [ ГС 21 ]  |
| 24         | Тимофеев Фёдор Иванович           | 15.08.1923 — 28.12.1981 | Бортмеханик самолёта Ту-104 Западно-Сибирского управления гражданской авиации Министерства гражданской авиации СССР, гор. Новосибирск | 09.02.1973      | [ ГС 22 ]  |
| 25         | Тимофеева Вера Трофимовна         | 1930—1985               | Свинарка совхоза «Чапаевский» Чапаевского района Куйбышевской области | 21.11.1958      | [ ГС 23 ]  |
| 26         | Тимофеева Галина Алексеевна       | 08.01.1937 — 12.05.2006 | Старший электромеханик Бологовской дистанции сигнализации и связи Октябрьской железной дороги, Окуловский район Новгородской области | 05.03.1976      | [ ГС 24 ]  |
| 27         | Тимохин Егор Никитович            | 27.12.1918 — 15.01.1996 | Слесарь-сборщик Чапаевского химического завода Министерства машиностроения СССР, Куйбышевская область | 26.04.1971      | [ ГС 25 ]  |
| 28         | Тимочкин Владимир Иванович        | 22.12.1936 — 09.01.2023 | Водитель автомобиля автобазы № 10 треста «Пермстройтранс» Министерства промышленного строительства СССР, гор. Березники Пермской области                                                                                                 | 08.08.1985      | [ ГС 26 ]  |
| 29         | Тимошенко Евдокия Терентьевна     | 1909 — ????             | Звеньевая колхоза «Праця» Шаргородского района Винницкой области | 16.02.1948      |            |
| 30         | Тимошенко Нина Иосифовна          | 21.01.1921 — 23.02.2008 | Бригадир сортировщиков Керчевского сплавного рейда Министерства лесной и деревообрабатывающей промышленности СССР, Чердынский район Пермской области                                                                                     | 07.05.1971      | [ ГС 27 ]  |
| 31         | Тимошенко Пётр Павлович           | 18.01.1913 — 11.02.2009 | Управляющий строительным трестом № 17 «Лавсанстрой» Министерства промышленного строительства Белорусской ССР, гор. Могилёв | 29.04.1974      | [ ГС 28 ]  |
| 32         | Тимошин Пётр Акимович             | 24.06.1917 — ?          | Бригадир колхоза имени Калинина Уярского района Красноярского края | 21.02.1949      | [ ГС 29 ]  |
| 33         | Тимощенко Ирина Николаевна        | 27.05.1921 — 22.11.2003 | Звеньевая колхоза «Красный богатырь» Больше-Новосёлковского района Сталинской области | 10.05.1948      | [ ГС 30 ]  |
| 33.000001  | Тимушева Клавдия Фёдоровна        | 10.03.1930 — 16.11.1982 | Трактористка Пруптского леспромхоза Усть-Куломского района Коми АССР | 07.03.1960      | [ ГС 31 ]  |
| 34         | Тимченко Александр Григорьевич    | 25.03.1927 — 28.04.1984 | Бригадир вышкомонтажной конторы треста «Татбурнефть» Татарского совнархоза | 19.03.1959      | [ ГС 32 ]  |
| 35         | Тимченко Анна Акимовна            | 1920 — ????             | Звеньевая колхоза имени Димитрова Ермаковского района Красноярского края | 10.04.1948      |            |
| 36         | Тимченко Зинаида Георгиевна       | род. 1929               | Рабочая семеноводческого совхоза «Лабинский» Министерства совхозов СССР, Лабинский район Краснодарского края | 17.08.1950      |            |
| 37         | Тимченко Иван Макарович           | 14.09.1907 — 08.04.1980 | Директор совхоза имени XVIII партсъезда Великоновосёлковского района Донецкой области | 30.04.1966      | [ ГС 33 ]  |
| 38         | Тимченко Пётр Семёнович           | 09.06.1928 — 27.04.2009 | Бригадир тракторной бригады свеклосовхоза «Гребёнковский» Гребёнковского района Полтавской области | 08.12.1973      | [ ГС 34 ]  |
| 39         | Тин Чан Ён                        | 04.12.1900 — 23.11.1977 | Председатель колхоза имени Будённого Нижне-Чирчикского района Ташкентской области | 18.05.1949      | [ ГС 35 ]  |
| 40         | Титаев Иван Константинович        | 25.06.1912 — 25.09.1967 | Старший мастер трубоволочильного цеха Синарского трубного завода Свердловского совнархоза | 19.07.1958      | [ ГС 36 ]  |
| 41         | Титаренко Алексей Антонович       | 30.03.1915 — 14.07.1992 | Второй секретарь ЦК Компартии Украины, гор. Киев | 29.03.1985      | [ ГС 37 ]  |
| 42         | Титаренко Анна Калиниковна        | 1920 — ????             | Звеньевая молочного совхоза имени Куйбышева Министерства совхозов СССР, Никопольский район Днепропетровской области | 20.08.1949      |            |
| 43         | Титаренко Владимир Фёдорович      | 03.09.1930 — 16.09.1998 | Старший чабан колхоза «Победа» Петровского района Ставропольского края | 08.04.1971      | [ ГС 38 ]  |
| 44         | Титаренко Евдокия Ивановна        | род. 17.11.1938         | Ткачиха Черкасского шёлкового комбината имени 60-летия Великой Октябрьской социалистической революции Министерства лёгкой промышленности Украинской ССР                                                                                  | 23.05.1986      | [ ГС 39 ]  |
| 45         | Титаренко Пётр Артёмович          | 1919 — ????             | Комбайнёр Звенигородской МТС Киевской области | 27.02.1951      |            |
| 46         | Титарь Анастасия Леонтьевна       | 1912 — ????             | Звеньевая колхоза имени Ильича Коломакского района Харьковской области | 16.02.1948      | [ ГС 40 ]  |
| 46.000002  | Титарь Надежда Миновна            | 30.01.1925 — ????       | Звеньевая колхоза «Червоный лан» Коломакского района Харьковской области | 16.02.1948      | [ ГС 41 ]  |
| 47         | Титенко Павел Трифонович          | 1904 — 19.01.1966       | Председатель колхоза имени Кирова Казачинского района Красноярского края | 07.01.1948      | [ ГС 42 ]  |
| 48         | Титиевский Леонид Афанасьевич     | 24.06.1920 — 07.03.2006 | Бригадир колхоза имени Калинина Балтского района Одесской области | 23.06.1966      | [ ГС 43 ]  |
| 49         | Титирко Василий Васильевич        | 14.04.1914 — 02.12.1995 | Комбайнёр совхоза имени Суворова Иртышского района Павлодарской области | 11.01.1957      | [ ГС 44 ]  |
| 50         | Титко Раиса Ивановна              | 16.08.1926 — 14.01.1977 | Свинарка совхоза «Победа» Ошмянского района Гродненской области | 08.04.1971      | [ ГС 45 ]  |
| 51         | Титов Борис Иванович              | 02.01.1904 — 28.02.1992 | Старший агроном Базановской МТС Бирского района Башкирской АССР | 02.04.1948      | [ ГС 46 ]  |
| 52         | Титов Георгий Алексеевич          | 08.02.1909 — 19.10.1980 | Заместитель председателя Комиссии Высшего совета народного хозяйства СССР по военно-промышленным вопросам, гор. Москва | 28.04.1963      | [ ГС 47 ]  |
| 53         | Титов Евгений Лаврентьевич        | 01.10.1915 — 06.06.1979 | Старший механик турбохода «Пекин» Черноморского морского пароходства Министерства морского флота СССР, гор. Одесса | 09.08.1963      | [ ГС 48 ]  |
| 54         | Титов Константин Николаевич       | 30.04.1931 — 15.10.1971 | Старший машинист экскаватора Пикалёвского глинозёмного завода Министерства цветной металлургии СССР, Ленинградская область | 20.05.1966      | [ ГС 49 ]  |
| 55         | Титов Михаил Иванович             | род. 11.03.1933         | Бригадир слесарей-монтажников Северного машиностроительного предприятия Министерства судостроительной промышленности СССР, гор. Северодвинск Архангельской области                                                                       | 16.01.1974      | [ ГС 50 ]  |
| 56         | Титов Михаил Севостьянович        | 24.01.1925 — 09.03.2008 | Шлифовщик Витебского станкостроительного завода имени Коминтерна Министерства станкостроительной и инструментальной промышленности СССР                                                                                                  | 03.03.1976      | [ ГС 51 ]  |
| 57         | Титов Николай Васильевич          | 24.04.1925 — 31.05.1993 | Машинист экскаватора карьера трубки «Мир» объединения «Якуталмаз» Министерства цветной металлургии СССР, Якутская АССР | 30.03.1971      | [ ГС 52 ]  |
| 58         | Титов Тимофей Прокофьевич         | 26.04.1922 — 31.05.1993 | Председатель колхоза имени Калинина Таловского района Воронежской области | 23.12.1976      | [ ГС 53 ]  |
| 59         | Титов Фёдор Степанович            | 1913 — 27.07.1963       | Бригадир совхоза «Аламедин» Министерства совхозов СССР, Ворошиловский район Фрунзенской области | 16.10.1953      | [ ГС 54 ]  |
| 60         | Титова Ефимия Денисовна           | 1908 — 25.03.1962       | Звеньевая колхоза «Искра революции» Саркандского района Талды-Курганской области | 28.03.1948      | [ ГС 55 ]  |
| 61         | Титова Зоя Прохоровна             | 01.01.1919 — 03.06.1995 | Акушерка сельской участковой больницы Могилёвского района Могилёвской области | 04.02.1969      | [ ГС 56 ]  |
| 62         | Титова Мария Васильевна           | 15.05.1930 — 19.11.1998 | Свинарка колхоза имени Фрунзе Беловского района Курской области | 22.03.1966      | [ ГС 57 ]  |
| 63         | Титова Полина Петровна            | 1924—1990               | Бригадир совхоза «Паньковский» Новодеревеньковского района Орловской области | 08.04.1971      | [ ГС 58 ]  |
| 64         | Титова Тамара Николаевна          | род. 10.06.1931         | Бригадир пошивщиков обуви Ленинградского производственного обувного объединения «Скороход» имени Я. А. Калинина Министерства лёгкой промышленности РСФСР                                                                                 | 29.05.1981      | [ ГС 59 ]  |
| 65         | Титьой Андрей Андреевич           | 1920 — ????             | Звеньевой колхоза «1 Мая» Дубоссарского района Молдавской ССР | 30.04.1966      |            |
| 66         | Титяков Михаил Андреевич          | 18.07.1925 — 19.02.1986 | Бригадир комплексной бригады строительного управления № 2 Главстройтреста № 1, гор. Южно-Сахалинск Сахалинской области | 11.08.1966      | [ ГС 60 ]  |
| 67         | Тиханкова Анастасия Ивановна      | 1932—1989               | Доярка совхоза «Победа» Альметьевского района Татарской АССР | 08.04.1971      | [ ГС 61 ]  |
| 68         | Тихановский Пётр Иванович         | 08.07.1918 — 03.01.1999 | Комбайнёр Первомайской МТС Крымской области | 07.06.1952      | [ ГС 62 ]  |
| 69         | Тихашков Алексей Михайлович       | 25.02.1922 — 03.06.2009 | Бригадир монтажников Камского участка треста «Спецгидроэнергомонтаж» Министерства электростанций СССР, Молотовская область | 25.07.1957      | [ ГС 63 ]  |
| 70         | Тихий Эдуард Викентьевич          | 06.10.1931 — 26.06.2022 | Комбайнёр совхоза «Константиново» Мядельского района Минской области | 23.06.1966      | [ ГС 64 ]  |
| 71         | Тихомиров Борис Алексеевич        | род. 16.02.1922         | Старший машинист экскаватора строительно-монтажного управления «Южсурханводстрой» треста «Сурхансовхозводстрой», Сурхандарьинская область                                                                                                | 01.03.1965      | [ ГС 65 ]  |
| 72         | Тихомиров Николай Александрович   | 1902 — 24.09.1967       | Директор Лахколамбинского леспромхоза Суоярвского района Карельской АССР | 05.10.1957      | [ ГС 66 ]  |
| 73         | Тихомиров Николай Иванович        | 11.1859 — 28.04.1930    | Начальник Газодинамической лаборатории Главного артиллерийского управления РККА, гор. Ленинград | 21.06.1991      | [ ГС 67 ]  |
| 74         | Тихомирова Александра Ивановна    | 1927 — 06.2010          | Доярка совхоза «Ильинский» Кологривского района Костромской области | 22.03.1966      | [ ГС 68 ]  |
| 75         | Тихомирова Анастасия Павловна     | 07.12.1917 — 27.01.1979 | Бригадир тракторной бригады Высоковской МТС Московской области | 10.04.1948      | [ ГС 69 ]  |
| 76         | Тихомирова Любовь Андреевна       | 11.07.1936 — 12.05.2018 | Бригадир колхоза «Путь к коммунизму» Миллеровского района Ростовской области | 10.02.1975      | [ ГС 70 ]  |
| 77         | Тихоненко Дмитрий Максимович      | 07.03.1923 — 25.06.1986 | Забойщик комбината «Печенганикель» Мурманского совнархоза | 09.06.1961      | [ ГС 71 ]  |
| 78         | Тихонов Алексей Петрович          | 1895 — ????             | Начальник Бер-Чогурской дистанции пути Казахской железной дороги, Актюбинская область | 01.08.1959      | [ ГС 72 ]  |
| 79         | Тихонов Анатолий Дмитриевич       | 1928 — 20.06.1985       | Председатель колхоза имени Карла Маркса Бузулукского района Оренбургской области | 29.11.1968      | [ ГС 73 ]  |
| 80         | Тихонов Анатолий Сергеевич        | 14.05.1919 — 21.10.2008 | Директор опытного завода Научно-исследовательского института автоматики и приборостроения Министерства общего машиностроения СССР, гор. Москва                                                                                           | 09.09.1976      | [ ГС 74 ]  |
| 81         | Тихонов Виктор Илларионович       | 21.12.1908 — 01.07.1977 | Управляющий трестом «Якуталмаз» Северо-Восточного совнархоза, Якутская АССР | 24.01.1964      | [ ГС 75 ]  |
| 82         | Тихонов Вячеслав Васильевич       | 08.02.1928 — 04.12.2009 | Актёр Центральной киностудии детских и юношеских фильмов имени М. Горького, народный артист СССР, гор. Москва | 28.06.1982      | [ ГС 76 ]  |
| 83         | Тихонов Иван Михайлович           | 29.01.1922 — 23.02.2004 | Старший аппаратчик Заволжского химического завода имени М. В. Фрунзе Министерства химической промышленности СССР, Ивановская область | 20.04.1971      | [ ГС 77 ]  |
| 84         | Тихонов Иван Фёдорович            | 1914 — 22.06.1999       | Комбайнёр Кандабулакской МТС Сергиевского района Куйбышевской области | 24.05.1952      | [ ГС 78 ]  |
| 85         | Тихонов Николай Никифорович       | 13.08.1929 — 26.06.2014 | Бригадир проходческой бригады шахты Бутовская-Глубокая Министерства строительства предприятий угольной промышленности Украинской ССР, Сталинская область                                                                                 | 26.04.1957      | [ ГС 79 ]  |
| 86         | Тихонов Николай Семёнович         | 04.11.1896 — 08.02.1979 | Писатель, поэт, публицист, председатель Советского комитета защиты мира, гор. Москва | 02.12.1966      | [ ГС 80 ]  |
| 87         | Тихонов Николай Филиппович        | 1925—1962               | Тракторист Назаровской МТС Назаровского района Красноярского края | 01.06.1949      | [ ГС 81 ]  |
| 88         | Тихонова Нина Александровна       | 27.08.1919 — 01.12.1998 | Звеньевая виноградарской бригады совхоза «Малореченский» Алуштинского района Крымской области | 26.02.1958      | [ ГС 82 ]  |
| 89         | Тихонова Роза Тихоновна           | 02.11.1931 — 06.03.2001 | Старшая аппаратчица Новомосковского химического комбината имени В. И. Ленина Министерства химической промышленности СССР, Тульская область                                                                                               | 20.04.1971      | [ ГС 83 ]  |
| 90         | Тихонович Михаил Григорьевич      | род. 30.06.1929         | Бригадир проходчиков, наставник молодёжи тоннельного отряда № 3 управления строительства Ленинградского метрополитена Министерства транспортного строительства СССР                                                                      | 09.06.1976      | [ ГС 84 ]  |
| 91         | Тихонравов Михаил Клавдиевич      | 29.07.1900 — 04.03.1974 | Начальник отдела ОКБ-1 Государственного комитета Совета Министров СССР по оборонной технике, Московская область | 17.06.1961      | [ ГС 85 ]  |
| 92         | Тихонюк Анна Ильинична            | 19.12.1919 — 06.08.2012 | Доярка колхоза «Прогресс» Бродовского района Львовской области | 22.03.1966      | [ ГС 86 ]  |
| 93         | Тихорский Василий Дмитриевич      | 20.01.1930 — 07.09.2001 | Проходчик горных выработок шахтоуправления «Новобутовское» комбината «Макеевуголь» Министерства угольной промышленности Украинской ССР, Донецкая область                                                                                 | 30.03.1971      | [ ГС 87 ]  |
| 94         | Тихоступов Виктор Константинович  | 17.03.1939 — 30.07.2008 | Капитан теплохода «Капитан Кирий» Дальневосточного морского пароходства Министерства морского флота СССР, Приморский край | 05.03.1976      | [ ГС 88 ]  |
| 95         | Тишеев Сайдулла                   | 1925 — 06.07.1985       | Плавильщик Кадамжайского металлургического завода Южного горно-металлургического комбината имени Фрунзе Киргизского совнархоза | 28.05.1960      | [ ГС 89 ]  |
| 96         | Тишина Анастасия Фёдоровна        | 25.12.1914 — 11.10.2002 | Токарь Уфимского завода аппаратуры связи Министерства радиопромышленности СССР, Башкирская АССР | 29.07.1966      | [ ГС 90 ]  |
| 97         | Тишина Варвара Мироновна          | 1923—2008               | Звеньевая семеноводческого колхоза имени Будённого Золотухинского района Курской области | 25.09.1948      | [ ГС 91 ]  |
| 98         | Тишина Наталья Дмитриевна         | 15.12.1913 — 11.08.1995 | Звеньевая свиноводческого совхоза имени Красной Армии Министерства совхозов СССР, Полтавская область | 06.04.1949      | [ ГС 92 ]  |
| 99         | Тишина Татьяна Харлампиевна       | 25.01.1917 — 11.03.1993 | Звеньевая семеноводческого колхоза имени Будённого Золотухинского района Курской области | 25.09.1948      | [ ГС 93 ]  |
| 100        | Тишининова Ольга Ивановна         | 23.02.1922 — 11.2008    | Заведующая фермой совхоза имени Ильича Михайловского района Рязанской области | 22.03.1966      | [ ГС 94 ]  |
| 101        | Тишкин Георгий Петрович           | род. 05.05.1929         | Бригадир колхоза имени Жданова Кирсановского района Тамбовской области | 11.12.1973      | [ ГС 95 ]  |
| 102        | Тишуров Вячеслав Алексеевич       | 08.02.1943 — 02.02.2025 | Бригадир буровой бригады Приаргунского горно-химического комбината Министерства среднего машиностроения СССР, Читинская область | 28.11.1980      | [ ГС 96 ]  |
| 103        | Тищенко Анна Ивановна             | 20.11.1910 — 03.02.1997 | Ведущий инженер-конструктор бюро редукторостроения Ново-Краматорского машиностроительного завода имени Сталина, Сталинская область | 07.03.1960      | [ ГС 97 ]  |
| 104        | Тищенко Владимир Михайлович       | род. 04.02.1929         | Экскаваторщик Приаргунского горно-химического комбината Министерства среднего машиностроения СССР, Читинская область | 29.03.1976      | [ ГС 98 ]  |
| 105        | Тищенко Григорий Гаврилович       | 28.10.1917 — 28.04.1980 | Бригадир колхоза имени Петровского Арбузинского района Николаевской области | 16.02.1948      | [ ГС 99 ]  |
| 106        | Тищенко Иван Макарович            | 1928 — 21.08.2007       | Бригадир штукатуров строительного управления № 854 треста «Амурскстрой» имени 50-летия ВЛКСМ Министерства строительства предприятий тяжёлой индустрии СССР, Хабаровский край                                                             | 08.01.1974      | [ ГС 100 ] |
| 107        | Тищенко Марат Николаевич          | 18.02.1931 — 13.03.2015 | Генеральный конструктор Опытно-конструкторского бюро имени М. Л. Миля Министерства авиационной промышленности СССР, Московская область                                                                                                   | 17.05.1982      | [ ГС 101 ] |
| 108        | Тищенко Николай Михайлович        | 06.08.1920 — 05.06.1997 | Заместитель генерального директора по научной работе — первый заместитель главного конструктора Научно-исследовательского института автоматики и приборостроения Министерства общего машиностроения СССР, гор. Москва                    | 05.01.1982      | [ ГС 102 ] |
| 109        | Тищенко Фёдор Демидович           | 17.02.1912 — 20.01.1993 | Старший чабан колхоза имени Скибы Зимовниковского района Ростовской области | 08.04.1971      | [ ГС 103 ] |
| 110        | Ткабладзе Иовель Викторович       | 1913 — ????             | Звеньевой колхоза «Ахали Набиджи» Кутаисского района Грузинской ССР | 21.02.1948      |            |
| 111        | Ткалич Александр Александрович    | род. 1927               | Бригадир колхоза имени Димитрова Мукачевского района Закарпатской области | 23.06.1966      |            |
| 112        | Ткалич Григорий Наумович          | 1908 — ????             | Бригадир колхоза «Воля» Сахновщинского района Харьковской области | 16.02.1948      | [ ГС 104 ] |
| 113        | Ткач Александр Мефодьевич         | 1899 — 13.10.1978       | Председатель колхоза «Перше Травня» Литинского района Винницкой области | 28.08.1952      | [ ГС 105 ] |
| 114        | Ткач Александр Никифорович        | 07.06.1933 — 29.03.2004 | Тракторист-комбайнёр совхоза имени XIX партсъезда Осакаровского района Карагандинской области | 10.12.1973      | [ ГС 106 ] |
| 115        | Ткач Василий Евгеньевич           | 17.02.1923 — 21.08.2014 | Директор совхоза «Усть-Удинский» Усть-Удинского района Иркутской области | 08.04.1971      | [ ГС 107 ] |
| 116        | Ткач Георгий Григорьевич          | род. 1935               | Звеньевой механизированного звена колхоза имени Суворова Рышканского района Молдавской ССР | 08.04.1971      |            |
| 117        | Ткач Михаил Фёдорович             | 4.11.1904 — 14.12.1987  | Председатель колхоза имени Кирова Носовского района Черниговской области | 22.12.1977      |            |
| 118        | Ткачёв Василий Иванович           | 1912—1993               | Бригадир колхоза имени Ленина Милютинского района Ростовской области | 23.06.1966      | [ ГС 108 ] |
| 119        | Ткачёв Василий Ильич              | 25.12.1906 — 1995       | Старший механик теплохода «Михаил Калинин» Балтийского морского пароходства Министерства морского флота СССР, гор. Ленинград | 09.08.1963      | [ ГС 109 ] |
| 120        | Ткачёв Григорий Игнатьевич        | 12.05.1925 — ????       | Комбайнёр колхоза имени Дзержинского Двуречанского района Харьковской области | 08.04.1971      | [ ГС 110 ] |
| 121        | Ткачёв Егор Григорьевич           | 1911 — ????             | Тракторист зернового совхоза «Тихорецкий» Министерства совхозов СССР, Тихорецкий район Краснодарского края | 11.02.1949      |            |
| 122        | Ткачёв Иван Архипович             | 13.05.1912 — 27.12.1979 | Комбайнёр Науалинской МТС Семипалатинской области | 22.06.1951      | [ ГС 111 ] |
| 123        | Ткачёв Иван Герасимович           | 16.05.1916 — 27.06.1988 | Старший табунщик колхоза «2 пятилетка» Ипатовского района Ставропольского края | 13.07.1949      | [ ГС 112 ] |
| 124        | Ткачёв Семён Иванович             | 12.02.1921 — 04.03.2011 | Бригадир монтажников Кузнецовского домостроительного комбината Главленинградстроя при исполкоме Ленинградского городского Совета депутатов трудящихся                                                                                    | 18.11.1965      | [ ГС 113 ] |
| 125        | Ткачёва Галина Тарасовна          | 10.02.1940 — 30.10.2020 | Доярка колхоза «Панфиловский» Новоаннинского района Волгоградской области | 23.12.1976      | [ ГС 114 ] |
| 126        | Ткачёва Мария Демьяновна          | 10.02.1924 — 05.05.2012 | Агроном колхоза имени XXI съезда КПСС Льговского района Курской области | 31.12.1965      | [ ГС 115 ] |
| 127        | Ткачёва Мария Яковлевна           | 05.01.1910 — 08.02.1978 | Доярка колхоза «Заря» Буда-Кошелёвского района Гомельской области | 18.01.1958      | [ ГС 116 ] |
| 128        | Ткачёва Татьяна Изосимовна        | 07.01.1914 — 23.11.1989 | Председатель колхоза «Путь Сталина» Локтевского района Алтайского края | 11.01.1957      | [ ГС 117 ] |
| 129        | Ткаченко Алексей Дмитриевич       | 1916 — 15.02.1999       | Фрезеровщик Волгоградского завода бурового оборудования «Баррикады» Нижне-Волжского совнархоза | 31.08.1964      | [ ГС 118 ] |
| 129.000003 | Ткаченко Анастасия Фёдоровна      | 26.03.1926 — 05.02.2018 | Звеньевая колхоза «Шлях до коммунизму» Изюмского района Харьковской области | 07.05.1948      | [ ГС 119 ] |
| 129.000004 | Ткаченко Анна Ивановна            | 28.02.1930 — 20.12.2000 | Бригадир свиноводческой фермы совхоза «III Выришальный» Новгородковского района Кировоградской области | 08.04.1971      | [ ГС 120 ] |
| 130        | Ткаченко Василий Гаврилович       | 25.02.1914 — 30.04.1983 | Заведующий свиноводческой фермой колхоза «Украина» Великоновосёлковского района Донецкой области | 22.03.1966      | [ ГС 121 ] |
| 131        | Ткаченко Виктор Ильич             | 10.01.1931 — 25.11.1975 | Горнорабочий очистного забоя шахты № 3—2-бис комбината «Ростовуголь» Министерства угольной промышленности СССР, Ростовская область | 30.03.1971      | [ ГС 122 ] |
| 132        | Ткаченко Григорий Амвросиевич     | 21.01.1904 — 30.09.1973 | Первый секретарь Белоцерковского райкома Компартии Украины, Киевская область | 26.02.1958      | [ ГС 123 ] |
| 133        | Ткаченко Даниил Иванович          | 1919 — ????             | Бригадир колхоза имени Карла Маркса Шполянского района Киевской области | 25.04.1951      |            |
| 134        | Ткаченко Иван Андреевич           | 27.11.1905 — 14.02.1964 | Бывший управляющий трестом «Первомайскуголь» Министерства угольной промышленности Украинской ССР, Ворошиловградская область | 26.04.1957      | [ ГС 124 ] |
| 135        | Ткаченко Иван Гурович             | 06.02.1919 — 27.07.1994 | Директор Богдановской средней школы № 1 имени В. И. Ленина Знаменского района Кировоградской области | 20.07.1971      | [ ГС 125 ] |
| 136        | Ткаченко Моисей Михайлович        | 1899 — 04.02.1985       | Председатель исполнительного комитета Шполянского районного Совета депутатов трудящихся Киевской области | 30.04.1951      |            |
| 137        | Ткаченко Павел Васильевич         | 1906 — ????             | Председатель колхоза имени Дзержинского Боградского района Хакасской автономной области | 11.01.1957      | [ ГС 126 ] |
| 138        | Ткаченко Степан Романович         | 1893 — 11.08.1951       | Старший чабан племенного овцеводческого совхоза «Красный чабан» Министерства совхозов СССР, Каланчакский район Херсонской области | 23.10.1948      | [ ГС 127 ] |
| 138.000005 | Ткачкова Анна Ивановна            | 11.07.1927 — 30.04.2022 | Доярка колхоза имени Сталина Ефремовского района Тульской области | 27.12.1957      | [ ГС 128 ] |
| 139        | Ткачук Василий Михайлович         | 10.12.1933 — 08.05.2015 | Председатель колхоза «Прапор комунизму» Коломыйского района Ивано-Франковской области | 04.03.1982      | [ ГС 129 ] |
| 140        | Ткачук Геннадий Ильич             | 02.03.1936 — 02.07.2017 | Комбайнёр совхоза имени Г. Титова Державинского района Целиноградской области | 19.04.1967      | [ ГС 130 ] |
| 141        | Ткачук Кузьма Александрович       | 1910 — ????             | Заведующий свиноводческой фермой колхоза имени Мануильского Житомирского района Житомирской области | 17.08.1950      |            |
| 142        | Ткачук Синклита Ивановна          | 1933 — ????             | Доярка колхоза имени Щорса Иваничевского района Волынской области | 08.04.1971      |            |
| 143        | Ткебучава Илларион Петрович       | 1919 — ????             | Бригадир колхоза имени Сталина Ахалсопельского сельсовета Цхакаевского района Грузинской ССР | 21.02.1948      | [ ГС 131 ] |
| 144        | Ткебучава Леонтий Тонтович        | 28.08.1927 — 27.03.1995 | Проходчик горных выработок шахты № 2 комбината «Грузуголь» Министерства угольной промышленности СССР, Грузинская ССР | 30.03.1971      | [ ГС 132 ] |
| 145        | Ткебучава Татьяна Еквтимовна      | 1915 — ????             | Сборщица чая колхоза имени Жданова, с. Зана Цхакаевского района Грузинской ССР | 07.03.1960      | [ ГС 133 ] |
| 146        | Ткемаладзе Анна Георгиевна        | 1911 — ????             | Звеньевая колхоза имени Хозе Диас Зестафонского района Грузинской ССР | 09.08.1949      | [ ГС 134 ] |
| 147        | Ткемаладзе Галина Силионовна      | 1923 — ????             | Звеньевая колхоза имени Хозе Диас Зестафонского района Грузинской ССР | 09.08.1949      | [ ГС 135 ] |
| 148        | Ткемаладзе Григорий Абелович      | род. 1936               | Проходчик рудоуправления имени Ленина треста «Чиатурмарганец» Министерства чёрной металлургии СССР, Грузинская ССР | 29.12.1973      | [ ГС 136 ] |
| 149        | Ткемаладзе Синепор Галактионович  | 1892 — ????             | Звеньевой колхоза имени Хозе Диас Зестафонского района Грузинской ССР | 09.08.1949      | [ ГС 137 ] |
| 150        | Ткешелашвили Константин Семёнович | 1907 — ????             | Главный агроном отдела сельского хозяйства Ванского района Грузинской ССР | 09.08.1949      | [ ГС 138 ] |
| 151        | Тлебаев Шинтас                    | 1901 — ????             | Заведующий коневодством колхоза «Кенес-Тюбе» Таласского района Джамбулской области | 23.07.1948      | [ ГС 139 ] |
| 152        | Тлеспаев Темержан                 | 1899—1954               | Старший конюх колхоза «Красный партизан» Кировского района Восточно-Казахстанской области | 04.07.1949      | [ ГС 140 ] |
| 153        | Тлеубаев Алимкул                  | 1893 — ????             | Старший табунщик колхоза «Ак-Тюбе» Шаульдерского района Южно-Казахстанской области | 23.07.1948      | [ ГС 141 ] |
| 154        | Тлеубаев Джарлыкасым              | 1917—1966               | Старший конюх колхоза имени 8-й гвардейской дивизии Келесского района Южно-Казахстанской области | 23.07.1948      | [ ГС 142 ] |
| 155        | Тлеубердиев Ажибай                | 1894 — ????             | Старший табунщик колхоза «Кара-Кемир» Джамбулского района Джамбулской области | 23.07.1948      | [ ГС 143 ] |
| 156        | Тлеуберлин Рыздыкбай              | 03.06.1903 — 26.03.1994 | Скотник совхоза имени Валиханова Чубартауского района Семипалатинской области | 22.03.1966      | [ ГС 144 ] |
| 157        | Тлеулин Таргынбек Жакенович       | 27.12.1942 — 1999       | Водитель автомобиля Амангельдинского автотранспортного предприятия Министерства автомобильного транспорта Казахской ССР, Тургайская область                                                                                              | 05.03.1976      | [ ГС 145 ] |
| 158        | Тлустый Пётр Павлович             | 28.01.1929 — 06.12.1997 | Бригадир колхоза «Украина» Городокского района Хмельницкой области | 23.06.1966      | [ ГС 146 ] |
| 159        | Тоболин Анатолий Васильевич       | 29.02.1936 — 19.06.2017 | Токарь-карусельщик Завода транспортного машиностроения имени Октябрьской революции Министерства оборонной промышленности СССР, гор. Омск                                                                                                 | 16.06.1981      | [ ГС 147 ] |
| 160        | Товмасян Габриел Гукасович        | род. 1930               | Звеньевой виноградарского совхоза имени Микояна Министерства пищевой промышленности СССР, Эчмиадзинский район Армянской ССР | 30.06.1951      | [ ГС 148 ] |
| 161        | Товстоногов Георгий Александрович | 28.09.1915 — 23.05.1989 | Главный режиссёр Ленинградского академического Большого драматического театра имени М. Горького, народный артист СССР | 27.09.1983      | [ ГС 149 ] |
| 162        | Тогасбаев Рахмет                  | 1871 — ????             | Старший чабан колхоза имени Карла Маркса Аксуатского района Семипалатинской области | 23.07.1948      | [ ГС 150 ] |
| 163        | Тогжигитов Мамык                  | 1907 — 19.02.1975       | Бригадир совхоза «Пахта-Арал» Ильичёвского района Южно-Казахстанской области | 08.06.1957      | [ ГС 151 ] |
| 164        | Тогмитова Намжилма Ламхановна     | 08.03.1932 — 29.01.2008 | Старший чабан совхоза «Удимский» Хоринского района Бурятской АССР | 08.04.1971      | [ ГС 152 ] |
| 165        | Тодосиенко Василий Семёнович      | 05.01.1910 — 13.11.1982 | Председатель колхоза «Большевик» Чусовского района Пермской области | 23.06.1966      | [ ГС 153 ] |
| 166        | Тодрия Вениамин Ивлианович        | 10.05.1908 — ????       | Главный агроном Урекского совхоза Министерства сельского хозяйства СССР, Махарадзевский район Грузинской ССР | 05.07.1949      | [ ГС 154 ] |
| 167        | Тодуа Хухути Авксентьевич         | 1906 — ????             | Звеньевой колхоза имени Сталина Гальского района Абхазской АССР | 21.02.1948      | [ ГС 155 ] |
| 168        | Тодуа Шалва Окропирович           | 1914 — 05.1971          | Председатель колхоза «Меоре Хутцледи» Сухумского района Абхазской АССР | 19.05.1951      | [ ГС 156 ] |
| 169        | Тоёдов Дельмек Тоёдович           | 18.09.1926 — 16.04.2005 | Чабан колхоза имени XXI партсъезда Усть-Канского района Горно-Алтайской автономной области | 08.04.1971      | [ ГС 157 ] |
| 170        | Тозик Леонид Афанасьевич          | род. 15.03.1940         | Бригадир комплексной бригады строительного управления № 25 строительного треста № 5 Министерства промышленного строительства Белорусской ССР, гор. Минск                                                                                 | 12.05.1977      | [ ГС 158 ] |
| 171        | Тоидзе Вера Самсоновна            | 1915 — ????             | Колхозница колхоза имени Орджоникидзе Махарадзевского района Грузинской ССР | 23.07.1951      | [ ГС 159 ] |
| 172        | Тоидзе Ольга Барнабовна           | 1920 — ????             | Колхозница колхоза имени Берия Натанебского сельсовета Махарадзевского района Грузинской ССР | 29.08.1949      | [ ГС 160 ] |
| 173        | Тойгонбаев Абдувал                | род. 1931               | Бригадир колхоза имени Тельмана Наукатского района Ошской области | 10.12.1973      | [ ГС 161 ] |
| 174        | Тойлиев Ислам                     | 1903 — ????             | Звеньевой колхоза «Большевик» Куня-Ургенчского района Ташаузской области | 05.04.1948      | [ ГС 162 ] |
| 175        | Тойлиева Язбике                   | 1918 — 23.06.1972       | Звеньевая колхоза «Коммуна» Тахтинского района Ташаузской области | 05.04.1948      | [ ГС 163 ] |
| 176        | Тойлыева Огул                     | 1928 — ????             | Звеньевая колхоза «Большевик» Ильялинского района Ташаузской области | 14.02.1957      | [ ГС 164 ] |
| 177        | Тойчиев Таип                      | 1903 — ????             | Председатель колхоза имени Фрунзе Регарского района Сталинабадской области | 01.03.1948      |            |
| 178        | Тойшиманов Канатбек               | 1912 — ????             | Бригадир тракторной бригады Костагановской МТС Джамбулской области | 11.01.1957      |            |
| 179        | Тока Салчак Колбакхорекович       | 15.12.1901 — 11.05.1973 | Первый секретарь Тувинского обкома КПСС | 14.12.1971      | [ ГС 165 ] |
| 180        | Токаев Ихлас Кардашевич           | 01.02.1901 — 01.01.1991 | Бригадир полеводческой бригады Меркенского свеклосовхоза Министерства пищевой промышленности СССР, Меркенский район Джамбулской области                                                                                                  | 08.05.1948      | [ ГС 166 ] |
| 181        | Токарев Александр Павлович        | 30.08.1932 — 17.02.2009 | Машинист бульдозера Поспелихинского дорожно-строительного управления № 8 Министерства автомобильных дорог РСФСР, Алтайский край | 02.04.1981      | [ ГС 167 ] |
| 182        | Токарев Андриан Андреевич         | 1902 — ????             | Управляющий отделением зернового совхоза № 2 имени Сталина Министерства вкусовой промышленности СССР, Краснодарский край | 29.04.1948      |            |
| 183        | Токарев Василий Игнатьевич        | 08.01.1931 — 13.03.1998 | Плавильщик Омского агрегатного завода имени В. В. Куйбышева Министерства авиационной промышленности СССР | 26.04.1971      | [ ГС 168 ] |
| 184        | Токарев Николай Кузьмич           | 1906—1988               | Председатель колхоза «Красный герой» Крутинского района Омской области | 19.03.1947      | [ ГС 169 ] |
| 185        | Токарев Павел Сергеевич           | 10.07.1913 — 23.11.1994 | Директор Тобольской МТС Кустанайской области | 11.01.1957      | [ ГС 170 ] |
| 186        | Токарев Фёдор Васильевич          | 14.06.1871 — 07.06.1968 | Начальник опытной оружейной мастерской Тульского оружейного завода | 28.10.1940      | [ ГС 171 ] |
| 187        | Токарев Яков Кузьмич              | 21.10.1909 — 15.03.1984 | Управляющий отделением конного завода № 158 имени С. М. Будённого Сальского района Ростовской области | 29.10.1948      | [ ГС 172 ] |
| 188        | Токарева Александра Васильевна    | 26.07.1926 — 01.03.1992 | Свинарка Нижнеломовской межколхозной базы по откорму свиней, Пензенская область | 08.04.1971      | [ ГС 173 ] |
| 189        | Токарева Анна Николаевна          | 01.04.1927 — 15.11.2000 | Звеньевая колхоза «14-я годовщина Октябрьской революции» Ярославского района Краснодарского края | 06.05.1948      | [ ГС 174 ] |
| 190        | Токарева Анна Николаевна          | 09.02.1923 — 30.10.1996 | Старший флотатор Лениногорского полиметаллического комбината Министерства цветной металлургии СССР, Восточно-Казахстанская область | 20.05.1966      | [ ГС 175 ] |
| 191        | Токарик Анна Петровна             | 1920 — ????             | Звеньевая колхоза «17 вересня» Городенковского района Ивано-Франковской области | 08.04.1971      | [ ГС 176 ] |
| 192        | Токарский Василий Маркович        | 14.01.1919 — 28.10.1983 | Моторист электропилы Иманского леспромхоза Приморского края | 05.10.1957      | [ ГС 177 ] |
| 193        | Токарь Иван Елисеевич             | 1909 — ????             | Председатель колхоза «1 Травня» Роменского района Сумской области | 06.04.1951      |            |
| 194        | Токарь Нина Ивановна              | 1927—1958               | Звеньевая колхоза «Большевик» Полтавского района Полтавской области | 16.02.1948      | [ ГС 178 ] |
| 195        | Токбаев Копбай                    | 1896 — ????             | Старший чабан колхоза «Кзыл-отау» Коктерекского района Джамбулской области | 12.07.1949      | [ ГС 179 ] |
| 196        | Токбаев Кулганат                  | 02.05.1926 — 05.03.2005 | Старший плавильщик Актюбинского завода ферросплавов имени 50-летия Октябрьской революции Министерства чёрной металлургии СССР | 30.03.1971      | [ ГС 180 ] |
| 197        | Токбаев Тастан                    | 1892 — ????             | Старший табунщик колхоза «Торт-Куль» Чиликского района Алма-Атинской области | 23.07.1948      | [ ГС 181 ] |
| 198        | Токенов Касым                     | 1914 — ????             | Звеньевой колхоза «Оркендеу» Нуринского района Карагандинской области | 28.03.1948      | [ ГС 182 ] |
| 199        | Токин Борис Петрович              | 21.07.1900 — 16.09.1984 | Заведующий кафедрой Ленинградского государственного университета имени А. А. Жданова, профессор | 20.07.1971      | [ ГС 183 ] |
| 200        | Токкожин Ибрай                    | 1889 — 1974             | Старший табунщик колхоза имени Калинина Каркаралинского района Карагандинской области | 23.07.1948      | [ ГС 184 ] |
| 201        | Токкужин Алпыш                    | 1897 — 28.02.1949       | Старший чабан колхоза «Жигерлен» Каратюбинского района Западно-Казахстанской области | 23.07.1948      | [ ГС 185 ] |
| 202        | Токмачёва Клавдия Петровна        | 27.10.1926 — ????       | Доярка колхоза имени Фрунзе Горшеченского района Курской области | 08.04.1971      | [ ГС 186 ] |
| 203        | Токолдошев Касымалы               | 04.03.1918 — 29.09.1978 | Почтальон Калининского узла связи Министерства связи Киргизской ССР | 04.05.1971      | [ ГС 187 ] |
| 204        | Токомбаев Аалы                    | 07.11.1904 — 18.06.1988 | Поэт и писатель, академик Академии наук Киргизской ССР, народный поэт Киргизской ССР, гор. Фрунзе | 27.09.1974      | [ ГС 188 ] |
| 205        | Токраев Ишангазы                  | 1899—1971               | Старший конюх колхоза «Омурлык» Есильского района Акмолинской области | 23.07.1948      | [ ГС 189 ] |
| 206        | Токсеитова Кульдария              | 20.10.1937 — 08.10.2015 | Ткачиха Каргалинского суконного комбината Министерства лёгкой промышленности Казахской ССР, Алма-Атинская область | 17.03.1981      | [ ГС 190 ] |
| 207        | Токтобаев Азиз                    | 1911 — 01.01.1993       | Секретарь районного комитета Компартии (большевиков) Узбекистана Янги-Юльского района Ташкентской области | 18.05.1949      |            |
| 208        | Токумтаев Смагул Кусаинович       | 26.07.1935 — 08.01.2002 | Горнорабочий очистного забоя шахты имени Горбачёва производственного объединения «Карагандауголь» Министерства угольной промышленности СССР, Карагандинская область                                                                      | 12.05.1977      | [ ГС 191 ] |
| 209        | Толасов Борис Константинович      | 03.01.1928 — 14.11.1992 | Председатель колхоза «Красный хлебороб» Иланского района Красноярского края | 29.08.1986      | [ ГС 192 ] |
| 210        | Толебаев Курманалы                | 1876 — ????             | Старший табунщик колхоза «Кзыл-Ту» Кегеньского района Алма-Атинской области | 23.07.1948      | [ ГС 193 ] |
| 211        | Толеубаев Даулен                  | 22.08.1927 — 13.04.2007 | Старший чабан совхоза имени XXII съезда КПСС Кургальджинского района Целиноградской области | 22.03.1966      | [ ГС 194 ] |
| 212        | Толеубеков Досым                  | 1894 — ????             | Старший чабан колхоза «Джана-Куш» Сары-Суйского района Джамбулской области | 12.07.1949      | [ ГС 195 ] |
| 213        | Толибов Рауф                      | род. 1928               | Бригадный механик колхоза имени Ленина Науского района Таджикской ССР | 30.04.1966      |            |
| 214        | Толкачёв Фёдор Иванович           | 15.06.1905 — 27.04.1970 | Старший мастер доменного цеха Орско-Халиловского металлургического комбината Оренбургского совнархоза | 19.07.1958      | [ ГС 196 ] |
| 215        | Толкачёва Антонина Ивановна       | 1927—2013               | Телятница колхоза имени Крупской Аркадакского района Саратовской области | 22.03.1966      | [ ГС 197 ] |
| 216        | Толкунова Лидия Ивановна          | 27.01.1909 — 27.06.2002 | Звеньевая семеноводческого колхоза имени Калинина Пучежского района Ивановской области | 09.06.1950      | [ ГС 198 ] |
| 217        | Толмасов Суяр                     | род. 1940               | Тракторист, механик-водитель хлопкоуборочной машины колхоза имени Кирова Нарпайского района Самаркандской области | 01.03.1965      | [ ГС 199 ] |
| 218        | Толмачёв Александр Гордеевич      | 17.09.1911 — ????       | Директор совхоза «Металлист» Александровского района Ворошиловградской области | 26.02.1958      | [ ГС 200 ] |
| 219        | Толмачёв Михаил Ильич             | род. 1930               | Машинист экскаватора Кургашинканского рудника Алтын-Топканского свинцово-цинкового комбината имени В. И. Ленина Министерства цветной металлургии СССР, Ташкентская область                                                               | 20.05.1966      |            |
| 220        | Толстенёв Владимир Егорович       | 1909 — 08.02.1981       | Тракторист колхоза имени Чапаева Белокалитвинского района Ростовской области | 23.06.1966      | [ ГС 201 ] |
| 221        | Толстикова Варвара Никитишна      | 17.12.1926 — 18.09.1997 | Звеньевая колхоза «Заря» Новосёловского района Красноярского края | 10.04.1948      |            |
| 222        | Толстобров Милий Алексеевич       | 09.09.1937 — 19.05.1993 | Мастер Криворожского металлургического комбината «Криворожсталь» имени В. И. Ленина Министерства чёрной металлургии Украинской ССР, Днепропетровская область                                                                             | 31.10.1984      | [ ГС 202 ] |
| 223        | Толстова Зинаида Семёновна        | род. 1922               | Звеньевая колхоза «Красный боец» Тихорецкого района Краснодарского края | 16.04.1949      | [ ГС 203 ] |
| 224        | Толстой Иван Антонович            | 1932—1997               | Первый секретарь Петровского райкома КПСС, Ставропольский край | 06.06.1984      | [ ГС 204 ] |
| 225        | Толстой Леонтий Федосеевич        | род. 23.04.1938         | Механизатор колхоза «40 лет Октября» Изюмского района Харьковской области | 08.12.1973      |            |
| 226        | Толстоногов Геннадий Моисеевич    | 27.05.1936 — 01.05.1999 | Бригадир слесарей-монтажников цеха № 10 машиностроительного предприятия «Звёздочка» Министерства судостроительной промышленности СССР, Архангельская область                                                                             | 10.03.1981      | [ ГС 205 ] |
| 227        | Толстоногов Иван Прохорович       | 22.09.1925 — 06.06.1996 | Машинист экскаватора Северо-Восточного угольного карьера комбината «Дальвостуголь» Министерства угольной промышленности СССР, Амурская область                                                                                           | 29.06.1966      | [ ГС 206 ] |
| 228        | Толстоухов Валентин Романович     | 25.08.1933 — 10.08.1993 | Бригадир проходчиков тоннельного отряда № 12 управления строительства «Бамтоннельстрой» Министерства транспортного строительства СССР, Бурятская АССР                                                                                    | 05.02.1981      | [ ГС 207 ] |
| 229        | Толстунова Мария Никитична        | 17.09.1912 — 18.02.1998 | Главный зоотехник племенного птицезавода «Арженка» Рассказовского района Тамбовской области | 22.03.1966      | [ ГС 208 ] |
| 230        | Толстых Александр Михайлович      | 14.03.1930 — 06.01.2011 | Бригадир комплексной бригады строительного управления № 67 треста «Мосстрой» № 14 Главмосстроя | 16.07.1980      | [ ГС 209 ] |
| 231        | Толстых Борис Леонтьевич          | 18.05.1936 — 05.08.2017 | Генеральный директор Воронежского производственного объединения «Электроника» Министерства электронной промышленности СССР | 05.11.1982      | [ ГС 210 ] |
| 232        | Толстых Мария Павловна            | 07.02.1925 — 30.09.2013 | Звеньевая колхоза имени Кагановича Ново-Титаровского района Краснодарского края | 10.02.1949      | [ ГС 211 ] |
| 233        | Толтокова Мария Васильевна        | 16.09.1924 — 16.03.1989 | Чабан колхоза «Путь коммунизма» Улаганского района Горно-Алтайской автономной области | 22.03.1966      | [ ГС 212 ] |
| 234        | Толубеев Юрий Владимирович        | 01.05.1906 — 28.12.1979 | Актёр Ленинградского государственного академического театра драмы имени А. С. Пушкина, народный артист СССР | 29.04.1976      | [ ГС 213 ] |
| 235        | Толубко Владимир Фёдорович        | 25.11.1914 — 17.06.1989 | Главнокомандующий Ракетными войсками стратегического назначения, заместитель Министра обороны СССР, генерал армии, гор. Москва | 12.08.1976      | [ ГС 214 ] |
| 236        | Толщин Степан Иванович            | 07.01.1893 — 30.05.1974 | Председатель колхоза имени Красной Армии Емельяновского района Красноярского края | 07.01.1948      | [ ГС 215 ] |
| 237        | Томаровский Пётр Фёдорович        | 29.06.1909 — 30.07.1985 | Директор Алма-Атинского табаководческого совхоза Министерства пищевой промышленности СССР, Илийский район Алма-Атинской области | 06.05.1949      | [ ГС 216 ] |
| 238        | Томасян Аведис Егиевич            | 1890 — ????             | Бригадир колхоза имени Сталина Сухумского района Абхазской АССР | 03.05.1949      | [ ГС 217 ] |
| 239        | Томасян Андроник Седракович       | 1908 — ????             | Главный агроном районного отдела сельского хозяйства Гагрского района Абхазской АССР | 21.02.1948      | [ ГС 218 ] |
| 240        | Томашевский Пётр Казимирович      | 10.10.1900 — 15.02.1993 | Бригадир колхоза «1 Мая» Винницкого района Винницкой области | 16.02.1948      | [ ГС 219 ] |
| 241        | Томашевский Стефан Станиславович  | 1914 — ????             | Машинист врубовой машины Лутугинского шахтоуправления треста «Чистяковантрацит» Министерства угольной промышленности Украинской ССР, Сталинская область                                                                                  | 26.04.1957      | [ ГС 220 ] |
| 242        | Томашов Юрий Васильевич           | 08.08.1929 — 26.03.2019 | Генеральный конструктор Центрального конструкторского бюро «Трансмаш» Министерства оборонной промышленности СССР, гор. Свердловск | 23.10.1990      | [ ГС 221 ] |
| 243        | Томашук Михаил Арсентьевич        | 1920 — ????             | Первый секретарь Белоцерковского райкома Компартии Украины, Киевская область | 15.12.1972      |            |
| 244        | Томилко Клавдия Егоровна          | 16.08.1937 — 13.01.2020 | Ткачиха Черниговского камвольно-суконного комбината имени 50-летия Советской Украины Министерства лёгкой промышленности Украинской ССР                                                                                                   | 17.03.1981      |            |
| 245        | Томилов Пётр Андреевич            | 31.08.1907 — 17.10.1974 | Машинист врубовой машины шахты № 7/8 треста «Копейскуголь» комбината «Челябинскуголь» Министерства угольной промышленности восточных районов СССР, Челябинская область                                                                   | 28.08.1948      | [ ГС 222 ] |
| 246        | Томилов Яков Георгиевич           | 06.11.1929 — 05.07.1974 | Комбайнёр колхоза имени Мичурина Исетского района Тюменской области | 13.12.1972      | [ ГС 223 ] |
| 247        | Томилова Раиса Ивановна           | 17.02.1941 — 06.10.2017 | Бригадир сепараторщиков обогатительной фабрики № 3 объединения «Якуталмаз» имени В. И. Ленина Министерства цветной металлургии СССР, Якутская АССР                                                                                       | 02.03.1981      | [ ГС 224 ] |
| 248        | Томский Николай Васильевич        | 19.12.1900 — 22.11.1984 | Президент Академии художеств СССР, гор. Москва | 18.12.1970      | [ ГС 225 ] |
| 249        | Тон Бенхун                        | 11.07.1905 — 26.08.1981 | Колхозник колхоза «Полярная звезда» Средне-Чирчикского района Ташкентской области | 18.09.1950      | [ ГС 226 ] |
| 250        | Тонашин Мухамедий                 | 1886—1964               | Старший табунщик колхоза имени Чапаева Амангельдинского района Кустанайской области | 23.07.1948      | [ ГС 227 ] |
| 251        | Тонких Фёдор Петрович             | 16.09.1912 — 12.01.1987 | Начальник Военной академии имени Ф. Э. Дзержинского Министерства обороны СССР, генерал-полковник, гор. Москва | 12.08.1976      | [ ГС 228 ] |
| 252        | Тонконоженко Иван Парамонович     | 03.07.1899 — 24.10.1972 | Директор зернового совхоза «Искра» Министерства совхозов СССР, Урюпинский район Сталинградской области | 27.03.1948      | [ ГС 229 ] |
| 253        | Тонкошкур Василий Антонович       | 08.04.1924 — 05.03.2006 | Первый секретарь Мироновского райкома Компартии Украины, Киевская область | 08.04.1971      | [ ГС 230 ] |
| 254        | Тонкошкур Владимир Корнеевич      | 16.09.1931 — 29.06.2023 | Начальник участка шахты имени 50-летия Октябрьской революции Карагандинского производственного объединения по добыче угля Министерства угольной промышленности СССР                                                                      | 05.03.1976      | [ ГС 231 ] |
| 255        | Тонкошнур Михаил Фёдорович        | 18.10.1916 — ????       | Старший машинист паровозного депо Котовск Одесской железной дороги, Одесская область | 01.08.1959      | [ ГС 232 ] |
| 256        | Тоноян Гарегин Гияджеевич         | 1914—1982               | Помощник мастера Ленинаканского текстильного комбината имени Майского восстания Министерства лёгкой промышленности Армянской ССР | 05.04.1971      | [ ГС 233 ] |
| 257        | Тоноян Хачик Акопович             | 1914 — ????             | Бригадир колхоза имени Батика Нор-Баязетского района Армянской ССР | 03.07.1951      | [ ГС 234 ] |
| 258        | Тоокеев Ормоке                    | 1886 — 28.07.1972       | Старший табунщик колхоза «Осоавиахим» Акталинского района Тянь-Шаньской области | 29.07.1949      | [ ГС 235 ] |
| 259        | Тоомла Вельда Августовна          | 1910—1992               | Свинарка колхоза имени Э. Вильде Раквереского района Эстонской ССР | 22.03.1966      | [ ГС 236 ] |
| 260        | Тоотс Райво Рейнович              | 05.07.1927 — 30.12.2015 | Заведующий отделением городской больницы, гор. Пярну Эстонской ССР | 23.10.1978      | [ ГС 237 ] |
| 261        | Топало Владимир Кузьмич           | 06.04.1930 — 17.06.2016 | Бригадир комплексной бригады строительного управления № 1 треста «Кишинёвстрой» Молдавского совнархоза | 28.05.1960      | [ ГС 238 ] |
| 262        | Топкасов Леонид Петрович          | 23.04.1922 — 20.01.1997 | Начальник 1-го Кемеровского монтажного управления треста «Сибметаллургмонтаж» Министерства монтажных и специальных строительных работ СССР                                                                                               | 07.05.1971      | [ ГС 239 ] |
| 263        | Топоев Егор Терентьевич           | род. 1920               | Бригадир колхоза имени Сталина Аскизского района Хакасской автономной области | 07.01.1948      | [ ГС 240 ] |
| 264        | Топорков Степан Андреевич         | 27.12.1925 — 16.09.2003 | Токарь Уральского завода тяжёлого электротехнического машиностроения «Уралэлектротяжмаш» имени В. И. Ленина Министерства электротехнической промышленности СССР, гор. Свердловск                                                         | 20.04.1971      | [ ГС 241 ] |
| 265        | Топоровская Матрёна Прокофьевна   | 15.05.1925 — 09.11.1985 | Звеньевой колхоза имени Кирова Саркандского района Талды-Курганской области | 20.05.1949      | [ ГС 242 ] |
| 266        | Топурия Григорий Эрастович        | 1914 — ????             | Агроном колхоза имени Берия Гагрского района Абхазской АССР | 03.05.1949      | [ ГС 243 ] |
| 267        | Топчибашев Мустафа Агабек оглы    | 17.08.1895 — 23.11.1981 | Академик Академии медицинских наук СССР; академик и вице-президент Академии наук Азербайджанской ССР, гор. Баку | 04.08.1975      | [ ГС 244 ] |
| 268        | Топчиев Гавриил Игнатьевич        | 27.03.1927 — 20.04.1998 | Механизатор совхоза «Туркменский» Туркменского района Ставропольского края | 22.02.1978      | [ ГС 245 ] |
| 269        | Топчиева Лидия Терентьевна        | 1928 — ????             | Рабочая Насакиральского совхоза Министерства сельского хозяйства СССР, Махарадзевский район Грузинской ССР | 01.09.1951      | [ ГС 246 ] |
| 270        | Топчий Дмитрий Гаврилович         | 08.11.1928 — 10.12.2007 | Генеральный директор Киевского радиозавода Министерства общего машиностроения СССР | 12.08.1976      | [ ГС 247 ] |
| 271        | Топчий Николай Антонович          | род. 25.08.1934         | Звеньевой механизированного звена колхоза «Маяк» Нововоронцовского района Херсонской области | 08.04.1971      | [ ГС 248 ] |
| 272        | Топчиян Захар Геворкович          | 01.05.1908 — 1983       | Председатель колхоза имени Ленина Гудаутского района Абхазской АССР | 06.10.1950      | [ ГС 249 ] |
| 273        | Торба Максим Осипович             | 1900—1958               | Председатель колхоза «Возрождение» Тюлькубасского района Южно-Казахстанской области | 28.03.1948      | [ ГС 250 ] |
| 274        | Торгашин Михаил Никитьевич        | 1910 — ????             | Старший механик Абаканской МТС Краснотуранского района Красноярского края | 07.01.1948      |            |
| 275        | Торгунакова Екатерина Ивановна    | 24.11.1927 — 2020       | Звеньевая колхоза «Красный труд» Кемеровского района Кемеровской области | 25.02.1949      | [ ГС 251 ] |
| 276        | Тордия Валериан Шарванович        | 1914 — ????             | Председатель колхоза «Коминтерн» Зугдидского района Грузинской ССР | 21.02.1948      | [ ГС 252 ] |
| 277        | Торлин Андрей Иванович            | 20.05.1920 — 20.01.1991 | Бригадир слесарей управления «Водоканал», гор. Минск | 20.12.1966      | [ ГС 253 ] |
| 277.000006 | Тороп Александра Акимовна         | 19.04.1925 — 03.03.1987 | Звеньевая колхоза имени Максима Горького Ессентукского района Ставропольского края | 30.01.1948      | [ ГС 254 ] |
| 278        | Торопцев Юрий Лаврентьевич        | 25.03.1925 — 27.12.2020 | Бригадир слесарей-турбинистов Невинномысского участка треста «Кавказэнергомонтаж» Министерства энергетики и электрификации СССР, Ставропольский край                                                                                     | 20.04.1971      | [ ГС 255 ] |
| 279        | Торопыгин Григорий Иванович       | 14.01.1913 — 31.01.1995 | Председатель колхоза «Новая жизнь» Весьегонского района Калининской области | 30.04.1966      | [ ГС 256 ] |
| 280        | Торосян Вардуш Пилосовна          | род. 1927               | Доярка колхоза села Закви Ахалкалакского района Грузинской ССР | 02.04.1966      | [ ГС 257 ] |
| 281        | Торотадзе Амиран Акакиевич        | 1934 — ????             | Чаевод колхоза имени Ленина Махарадзевского района Грузинской ССР | 27.12.1976      | [ ГС 258 ] |
| 282        | Тортаева Канымкыз                 | 1901 — ????             | Звеньевая колхоза «Красная звезда» Джамбулского района Джамбулской области | 28.03.1948      | [ ГС 259 ] |
| 283        | Торубаров Филипп Иосифович        | 27.10.1904 — 14.05.1974 | Бригадир тракторной бригады Острогожской МТС, Воронежская область | 07.05.1948      | [ ГС 260 ] |
| 284        | Торяник Прасковья Филипповна      | 11.07.1913 — ????       | Доярка Первухинского свеклосовхоза Министерства пищевой промышленности СССР, Богодуховский район Харьковской области | 15.08.1951      | [ ГС 261 ] |
| 285        | Тоточия Валериан Северианович     | 1926 — ????             | Звеньевой колхоза имени Орджоникидзе Абашского района Грузинской ССР | 21.02.1948      | [ ГС 262 ] |
| 286        | Тофан Ефим Исидорович             | 1919 — 03.1971          | Председатель колхоза имени Ворошилова Флорештского района Молдавской ССР | 15.02.1957      | [ ГС 263 ] |
| 287        | Тохиров Дадоджон                  | род. 1927               | Бригадир колхоза имени Урунходжаева Ходжентского района Ленинабадской области | 26.02.1981      |            |
| 288        | Тоцкий Пётр Корнеевич             | 10.01.1909 — 12.01.1979 | Старший машинист паровозного депо Львов-Запад Львовской железной дороги, Львовская область | 01.08.1959      | [ ГС 264 ] |
| 289        | Точило Алексей Миронович          | 20.01.1927 — 28.11.2012 | Звеньевой колхоза имени Жданова Житковичского района Гомельской области | 12.12.1973      | [ ГС 265 ] |
| 290        | Точка Алексей Тимофеевич          | 1915 — 19.04.1982       | Первый секретарь Балашовского райкома КПСС, Саратовская область | 07.12.1973      | [ ГС 266 ] |
| 291        | Тошев Турахон                     | 05.01.1933 — ????       | Старший чабан совхоза «Дангара» Дангаринского района Кулябской области | 26.02.1981      | [ ГС 267 ] |
| 292        | Тощевикова Зинаида Ивановна       | 15.05.1930 — 19.08.2013 | Доярка совхоза «Удмуртский» Сарапульского района Удмуртской АССР | 22.03.1966      | [ ГС 268 ] |

| Навигационная таблица | Навигационная таблица   |
| --------------------- | ----------------------- |
| «Т»                   | Табагуа — Теэ           |
| «Т»                   | Тивирикина — Тощевикова |
| «Т»                   | Травкин — Тяпкина       |